# Sophisti-pop
Sophisti-pop es un género musical surgido entre mediados y finales de la década de 1980 que combina jazz, soul, pop y new wave. Algunos representantes ya habían experimentado algo de éxito, como Sting, dos miembros de Swing Out Sister, The Christians o Joe Jackson, y otros acababan de comenzar.
En su tiempo, el género fue criticado por Melody Maker, especialmente por Simon Reynolds y David Stubbs.

## Representantes
- ABC
- Bba
- Rhian Benson
- The Blow Monkeys
- The Blue Nile[4]
- The Christians
- Curiosity Killed The Cat
- Danny Wilson
- Bryan Ferry
- Roxy Music
- Deacon Blue
- The Dolphin Brothers
- Double
- Everything but the Girl
- Flans
- Joe Jackson
- Johnny Hates Jazz
- Jessie Ware
- Laid Back
- Leonard Cohen
- Matt Bianco
- The Philosopher Kings
- The Weeknd
- Prefab Sprout
- Chris Rea
- Sade
- Safire
- Steely Dan
- Scritti Politti[5]
- Simply Red
- Spandau Ballet
- Tears For Fears
- Level 42
- Lisa Stansfield
- Sting
- The Style Council
- Tomoko Aran
- Swing Out Sister
- When in Rome
- Yuki Saito
- Yukika
- Love and Money